# Шимбонда, Паскаль
Паска́ль Шимбонда́ (фр. Pascal Chimbonda; родился 21 февраля 1979 года, Ле-Эбиме, Гваделупа) — французский футболист гваделупского происхождения. Играл на позиции защитника.

## Биография
Паскаль начал карьеру футболиста во французском «Гавре» в 1999 году. Когда «Гавр» вылетел из первого дивизиона, Шимбонда перебрался в «Бастию», но и с этим клубом лавров не снискал — «Бастия» вылетела в 2005 году, а у Паскаля возникли трения с болельщиками клуба, позволившими себе во время одного из матчей расистские выкрики в адрес чернокожего защитника. Отклонив предложение марсельского «Олимпика», Шимбонда перешёл в английский «Уиган» и вскоре был вознагражден за смелость — по итогам сезона 2005/06 француз был назван лучшим правым защитником английской Премьер Лиги, а также включен в состав сборной Франции на чемпионате мира 2006 года в Германии. Стало понятно, что игрок может замахнуться на большее, и не без препятствий со стороны руководства «Уигана» в последний день трансферного окна, 31 августа 2006 года Шимбонда подписал контракт с лондонским «Тоттенхэм Хотспур» за £4,5 млн. С 2006 по 2008 француз, преимущественно играющий на позиции правого атакующего защитника, сыграл за «Шпор» свыше 60 матчей и забил 3 важных мяча.
В июле 2008 Паскаль подписал трехлетний контракт с английским клубом «Сандерленд». В январе 2011 подписал контракт с «Куинз Парк Рейнджерс».
В сентябре 2011 перешёл в «Донкастер Роверс», за который выступал до июля 2012 года. В октябре 2013 года подписал контракт с клубом «Карлайл Юнайтед».